# Двойчатка
Двойчатка, или двухвостка — рыболовная снасть, состоящая из двух свитых между собой пучков щетины, связанных толстыми концами вместе (или же из четырех пучков, связанных теми же концами крест-накрест); в середине, на месте связки, укрепляется грузило (обыкновенно — пуля), которое привязывается к лесе удочки. К тонким концам щетинных пучков привязываются, на поводках, крючки, наживляемые червями, мотылем и прочим. Двойчатка употребляется для ужения ершей и другой мелкой рыбы во время сильного клёва.